# Liquid Kids
Liquid Kids (на японски: ミズバク大冒険, Mizubaku Daibouken Adventure) е аркадна видеоигра, издадена от Тайто през 1990 г.

## Нива
Всяко ниво се състои от три етапа (по избор два) с изключение на нивото на Двореца на Огнения дявол, който се състои от шест етапа (по избор четири).

## Персонажи
Главният персонаж е Хипопо, тапир който трябва да си проправи път през голям брой враждебни нива в търсене на неговата изчезнала приятелка, спасявайки други подобни на него същества-тапири по пътя си. Хипопо е въоръжен с водни бомби, които могат да бъдат хвърляни срещу враговете, за да ги мокри и уврежда. След намокряне, враговете могат да бъдат унищожени напълно, но ако това не се случи ще изсъхнат и ще се възстановят след кратък период от време. Когато Хипопо унищожава Огненият водовъртеж, дворецът се разрушава. Хипопо може да бъде умрял при докосване на враговете или бодлите; може да бъде изгорен от огън или мълния; може да бъде притиснат от падащите предмети; може да бъде изяден от хищните растения или може да бъде разяден от киселината.
Тамасун е приятелка на Хипопо.
Огнената корона е враг на Хипопо и Тамасун.